# 19 maja
19 maja jest 139. (w latach przestępnych 140.) dniem w kalendarzu gregoriańskim. Do końca roku pozostaje 226 dni.

## Święta
- Imieniny obchodzą: Augustyn, Bernarda, Celestyn, Cyriaka, Dunstan, Iwo, Iwon, Iwona, Jan, Kryspin, Mikołaj, Pękosław, Pękosława, Piotr, Potencjana, Potencjanna, Pudencjana, Pudencjanna, Urban i Teofil.
- Światowy Dzień Lekarza Rodzinnego[1]
- Polska – Dzień Dobrych Uczynków[2] (Fundacja Ekologiczna Arka, od 2005)
- Turcja – Dzień Młodzieży
- Wietnam – Urodziny Hồ Chí Minha
- Grecja – Dzień Pamięci: Ludobójstwo Greków Pontyjskich
- Wspomnienia i święta w Kościele katolickim[3][4] obchodzą:
  - bł. Alkuin (benedyktyn, teolog i poeta)
  - św. Dunstan (arcybiskup)
  - św. Iwo z Bretanii (prawnik i kapłan)
  - bł. Józefina Suriano
  - św. Kryspin z Viterbo (kapucyn)
  - św. Maria Bernarda Bütler (zakonnica)
  - bł. Róża Czacka (zakonnica)
  - św. Urban I (papież)

## Wydarzenia w Polsce
- 1505 – Król Aleksander Jagiellończyk nadał prawa miejskie Ćmielowowi.
- 1634 – Wojna trzydziestoletnia: wycofujące się wojska pruskie spaliły Oławę.
- 1863 – Powstanie styczniowe: klęska powstańców w bitwie pod Tuczapami.
- 1880 – W 400. rocznicę śmierci prochy Jana Długosza zostały przeniesione do nowo powstałej Krypty Zasłużonych na Skałce w Krakowie.
- 1905 – W Warszawie zdemaskowany podczas przygotowań do zamachu na generał-gubernatora warszawskiego Konstantina Maksymowicza bojowiec PPS Tadeusz Dzierzbicki rzucił bombą w agentów Ochrany, zabijając dwóch z nich i siebie oraz ciężko raniąc trzeciego. Ponadto ranne zostały 24 osoby, w tym jedna ciężko.
- 1915 – I wojna światowa: wycofujące się wojska rosyjskie wysadziły most kolejowy i drogowy Most Lwowski na Wisłoku w Rzeszowie.
- 1925 – Komandor Jerzy Świrski zastąpił wiceadmirała Kazimierza Porębskiego na stanowisku szefa Kierownictwa Marynarki Wojennej.
- 1929 – W Wilnie odbyło się nielegalne zebranie Towarzystwa Szkoły Białoruskiej.
- 1931 – W Jaworznie podczas krwawych starć górników z policją zginęło 5 osób.
- 1941 – Pancernik „Bismarck” wypłynął z Gdyni w swój pierwszy rejs bojowy, po czym, po dołączeniu krążownika ciężkiego „Prinz Eugen” i eskorty, zespół wziął kurs na Wielki Bełt. 27 maja „Bismarck” został zatopiony przez aliantów na północno-wschodnim Atlantyku.
- 1942 – Kilka osób zostało rannych w zamachu bombowym na kasyno przy al. Szucha 29 w Warszawie wymierzonym w osoby kolaborujące z Niemcami.
- 1943:
  - W Celestynowie przeprowadzono akcję uwolnienia więźniów.
  - Niemcy zlikwidowali getto żydowskie w Czeladzi.
- 1945:
  - Radziecka komendantura wojskowa przekazała symboliczne klucze do Elbląga władzom polskim.
  - W Gdyni ukazał się pierwszy numer „Dziennika Bałtyckiego”.
- 1965 – Polska ratyfikowała Konwencję wiedeńską o stosunkach dyplomatycznych.
- 1966 – Dokonano oblotu szybowca SZD-30 Pirat.
- 1983 – Na warszawskich Powązkach został pochowany Grzegorz Przemyk.
- 1984 – Pedofil i morderca Henryk Dębski został skazany przez Sąd Wojewódzki w Suwałkach na karę śmierci.
- 1988 – W katastrofie kolejowej transportu wojskowego w Pile zginęło 10 żołnierzy, a 28 zostało rannych.
- 1991 – Donald Tusk został przewodniczącym Kongresu Liberalno-Demokratycznego.
- 2001 – Została uruchomiona Wigierska Kolej Wąskotorowa.
- 2004 – Z lotniska w Pyrzowicach w rejs do Londynu wystartował pierwszy samolot węgierskich tanich linii lotniczych Wizz Air.
- 2007 – W Warszawie odsłonięto pomnik Agnieszki Osieckiej.
- 2011 – W Krakowie otwarto Muzeum Sztuki Współczesnej.
- 2016 – W zamachu bombowym na autobus we Wrocławiu ranna została jedna osoba.
- 2018 – We Wrocławiu otwarto Park Tarnogajski.

## Wydarzenia na świecie

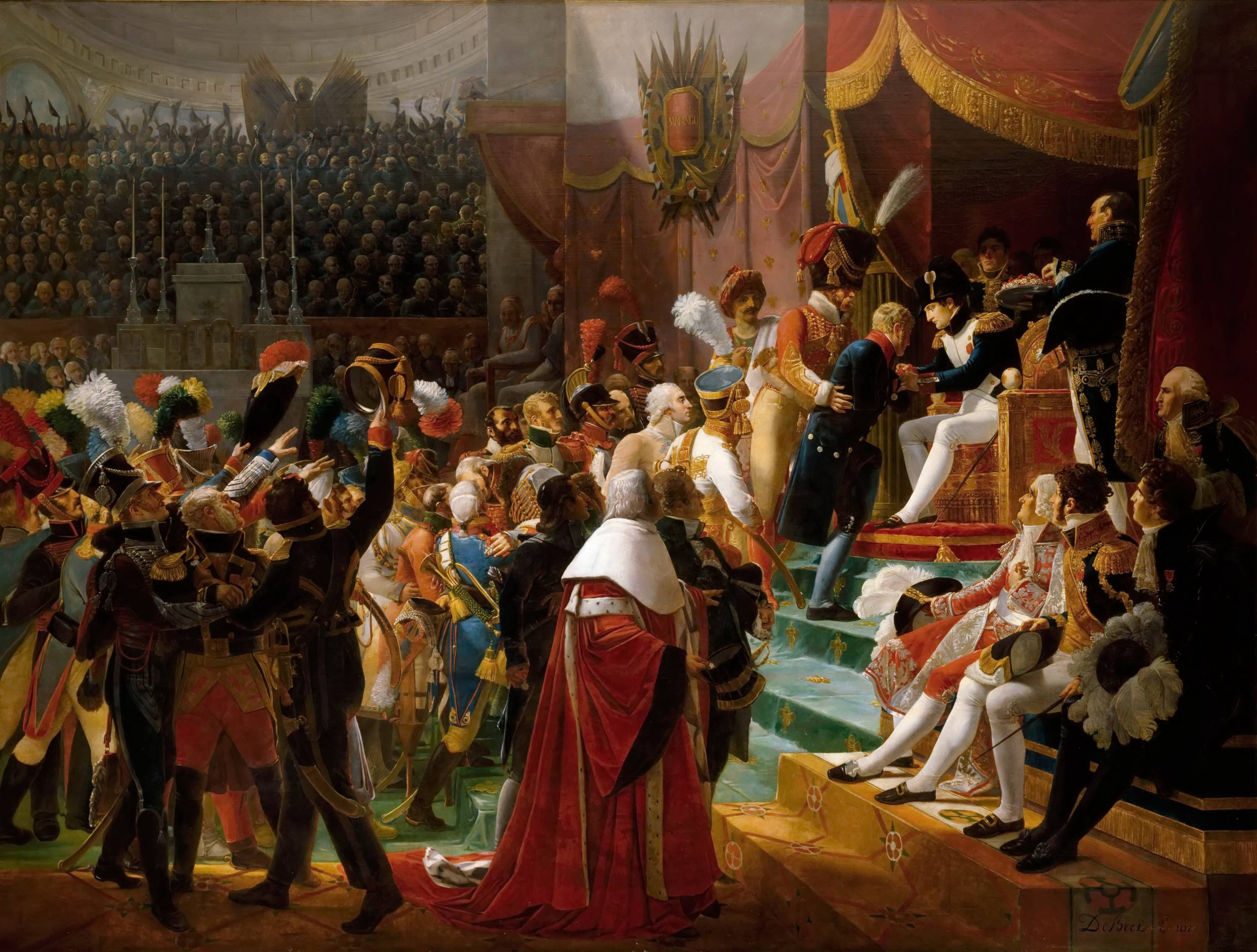
Napoleon Bonaparte odznacza pierwszych kawalerów Legii Honorowej (1802)

- 363 – Petra w Jordanii została zniszczona przez trzęsienie ziemi.
- 715 – Grzegorz II został papieżem.
- 861 – W japońskiej Nōgacie spadł meteoryt.
- 1051 – Król Francji Henryk I poślubił swą trzecią żonę księżniczkę ruską Annę Jarosławównę, córkę wielkiego księcia kijowskiego Jarosława I Mądrego.
- 1364 – Karol V Mądry został koronowany w katedrze w Reims na króla Francji.
- 1445 – Król Kastylii i Leónu Jan II pokonał wojska infantów aragońskich w bitwie pod Olmedo.
- 1499 – Odbył się ślub per procura księżniczki Katarzyny Aragońskiej z księciem Walii Arturem Tudorem.
- 1535 – Jacques Cartier wypłynął z Saint-Malo w swą drugą wyprawę Ameryki Północnej w celu znalezienia zachodniej drogi morskiej do Azji.
- 1536 – Anna Boleyn, druga żona króla Anglii Henryka VIII Tudora, została ścięta za romans ze śpiewakiem Markiem Smeatonem.
- 1542 – Wojska dynastii Taungngu zlikwidowały Królestwo Pyain w środkowej Birmie.
- 1547 – Przebywający w niewoli u cesarza Karola V Habsburga książę Saksonii Jan Fryderyk I podpisał akt kapitulacji kończący I wojnę szmalkaldzką.
- 1568 – Królowa Szkotów Maria I Stuart została aresztowana na zamku Carlisle na polecenie królowej Anglii Elżbiety I Tudor.
- 1571 – Hiszpański podróżnik Miguel López de Legazpi założył Manilę na Filipinach.
- 1635 – Francja wypowiedziała wojnę Hiszpanii.
- 1643 – Wojna trzydziestoletnia: zwycięstwo wojsk francuskich nad hiszpańskimi w bitwie pod Rocroi.
- 1649 – Anglia została proklamowana republiką.
- 1655 – Wojna angielsko-hiszpańska: rozpoczęła się angielska inwazja na Jamajkę.
- 1769 – Lorenzo Ganganelli został wybrany na papieża i przybrał imię Klemens XIV.
- 1780 – Dym z ogromnego pożaru lasu w kanadyjskiej prowincji Ontario wywołał tzw. „Ciemny Dzień Nowej Anglii”.
- 1781 – Król Francji Ludwik XVI zdymisjonował generalnego kontrolera finansów Jacques’a Neckera.
- 1798 – Rozpoczęła się wyprawa Napoleona Bonapartego do Egiptu.
- 1802 – Napoleon Bonaparte ustanowił Order Legii Honorowej.
- 1804 – Napoleon Bonaparte awansował 18 generałów na marszałków Francji.
- 1822 – Augustyn I został cesarzem Meksyku.
- 1845 – Brytyjskie okręty „Erebus” i „Terror” wypłynęły pod dowództwem admirała Johna Franklina w wyprawę do Ameryki Północnej, której celem było odkrycie Przejścia Północno-Zachodniego.
- 1848 – Wojna amerykańsko-meksykańska: Meksyk ratyfikował traktat z Guadalupe Hidalgo.
- 1850 – W mieście Cárdenas wywieszono po raz pierwszy flagę Kuby.
- 1851 – Brytyjski astronom John Russell Hind odkrył planetoidę (14) Irene.
- 1861 – W Sumach została otwarta pierwsza szkółka niedzielna na Ukrainie.
- 1893 – Francuski astronom Auguste Charlois odkrył planetoidy (367) Amicitia i (368) Haidea.
- 1895 – Poeta, prozaik, przywódca ruchu niepodległościowego i późniejszy kubański bohater narodowy José Martí zginął w walce z Hiszpanami w Dos Rios.
- 1900 – Koło Tonopah w Newadzie poszukiwacz Jim Butler odkrył duże złoże srebra.
- 1903:
  - David Dunbar Buick założył Buick Motor Company.
  - Gen. Raczo Petrow został po raz drugi premierem Bułgarii.
- 1910 – Francja i Imperium Osmańskie zawarły porozumienie o wyznaczeniu granicy między ich posiadłościami w północnej Afryce (obecnej granicy libijsko-tunezyjskiej).
- 1911 – Rewolucja meksykańska: zwycięstwo chłopskiej partyzantki Emiliana Zapaty nad wojskiem federalnym w bitwie o Cuautla.
- 1919:
  - Nowojorski hotelarz Raymond Orteig ufundował nagrodę w wysokości 25 tys. dolarów dla osoby, która jako pierwsza przeleci samolotem non stop z Nowego Jorku do Paryża lub w kierunku przeciwnym.
  - Ok. 5 tys. osób zginęło w wyniku spływu lawin błotnych po wybuchu wulkanu Kelud we wschodniej części Jawy.
  - Wojna grecko-turecka: oddziały tureckie pod dowództwem Mustafy Kemala Atatürka wylądowały w Samsun nad Morzem Czarnym.
- 1922 – Zakończyła się konferencja genueńska dotycząca odbudowy gospodarczej środkowej i wschodniej Europy po I wojnie światowej.
- 1928 – W wyniku eksplozji w kopalni węgla kamiennego w Mather w Pensylwanii zginęło 195 górników.
- 1931 – W ZSRR ogłoszono drugi plan pięcioletni.
- 1934 – W Bułgarii doszło do wojskowego zamachu stanu.
- 1935 – Oddano do użytku pierwszy zbudowany w III Rzeszy odcinek autostrady Frankfurt nad Menem-Darmstadt.
- 1939 – W Paryżu podpisano protokół o natychmiastowej pomocy francuskich sił zbrojnych w wypadku niemieckiej agresji na Polskę.
- 1940 – Kampania francuska: Niemcy osiągnęli brzeg kanału La Manche i odcięli główne siły sprzymierzonych we Flandrii; gen. Maxime Weygand został mianowany Naczelnym Wodzem armii francuskiej i sił alianckich we Francji.
- 1941 – II wojna światowa w Afryce: zwycięstwem wojsk brytyjskich nad włoskimi zakończyła się bitwa pod Amba Alagi w Etiopii.
- 1943:
  - Bitwa o Atlantyk: u wybrzeży Grenlandii brytyjskie okręty zatopiły U-Boota U-954, w wyniku czego zginęła cała, 47-osobowa załoga, w tym Peter Dönitz, młodszy syn admirała Karla Dönitza.
  - Joseph Goebbels ogłosił Berlin miastem bez Żydów („Judenfrei”).
  - Premier Wielkiej Brytanii Winston Churchill wygłosił przemówienie w Kongresie USA.
- 1945:
  - Arthur Werner został burmistrzem Berlina.
  - Ibrahim Haszim został po raz drugi premierem Emiratu Transjordanii.
- 1947:
  - Dokonano oblotu radzieckiego bombowca Tu-4.
  - W Stambule otwarto stadion BJK İnönü Stadı na którym mecze rozgrywa Beşiktaş JK.
- 1948 – I wojna izraelsko-arabska: rozpoczęła się bitwa o Jad Mordechaj.
- 1950:
  - 36 osób zginęło, a ponad 350 zostało rannych w wyniku eksplozji pociągu z amunicją w South Amboy w amerykańskim stanie New Jersey.
  - Zakończono budowę Rurociągu transarabskiego – wówczas najdłuższego na świecie.
- 1953 – Rząd RFN uchwalił Federalną Ustawę o Wypędzonych i Uchodźcach.
- 1954 – Pakistan i USA podpisały w Karaczi układ o wzajemnej obronie.
- 1957 – Adone Zoli został premierem Włoch.
- 1959 – Jan de Quay został premierem Holandii.
- 1962 – Podczas imprezy z okazji zbliżających się 45. urodzin prezydenta Johna F. Kennedy’ego odbywającej się w Madison Square Garden w Nowym Jorku, Marilyn Monroe wykonała dedykowany mu utwór Happy Birthday to You.
- 1964:
  - Papież Paweł VI powołał Sekretariat ds. Nie-Chrześcijan pod kierownictwem kardynała Paolo Marelli.
  - Powstał Narodowy Bank Rwandy.
- 1965:
  - Amerykański wynalazca Paul C. Fisher złożył wniosek o opatentowanie (znanego z późniejszego używania go przez astronautów) tzw. pióra antygrawitacyjnego lub kosmicznego, w którym zastosowano dopływ atramentu pod ciśnieniem.
  - Na Tonga padł co najmniej 188-letni żółw promienisty o imieniu Tu'i Malila, którego w 1777 roku kapitan James Cook przywiózł z Madagaskaru i podarował tongijskiej rodzinie królewskiej.
- 1967 – Egipt rozpoczął remilitaryzację półwyspu Synaj po wycofaniu na jego żądanie międzynarodowych sił pokojowych UNEF.
- 1969:
  - Helmut Kohl został premierem Nadrenii-Palatynatu.
  - Pożar zniszczył miasto Catbalogan na filipińskiej wyspie Samar.
- 1974 – Valéry Giscard d’Estaing zwyciężył w II turze wyborów prezydenckich we Francji.
- 1977 – Zakończył się ostatni regularny kurs Orient Expressu na trasie Paryż-Stambuł.
- 1981 – 5 brytyjskich żołnierzy zginęło w eksplozji miny podłożonej przez IRA koło Bessbrook w Irlandii Północnej.
- 1982:
  - Wojna o Falklandy: 22 żołnierzy brytyjskich zginęło w katastrofie śmigłowca Westland Sea King.
  - W więzieniu w mieście Caserta aktorka Sophia Loren rozpoczęła odbywanie kary 30-dni pozbawienia wolności za uchylanie się od płacenia podatków. Została zwolniona po 17 dniach, a w 2013 roku oczyszczona z zarzutów przez włoski Najwyższy Sąd Kasacyjny.
- 1991 – Obywatele Chorwacji opowiedzieli się w referendum za niepodległością od Jugosławii.
- 1993 – 132 osoby zginęły w katastrofie Boeinga 727 w Kolumbii.
- 1997 – Premiera amerykańskiego filmu science fiction Zaginiony świat: Jurassic Park w reżyserii Stevena Spielberga.
- 1999 – Premiera amerykańskiego filmu science fiction Gwiezdne wojny: część I – Mroczne widmo w reżyserii George’a Lucasa.
- 2000 – Klub piłkarski Deportivo La Coruña zdobył pierwszy w swej historii tytuł mistrza Hiszpanii.
- 2002 – Paulina od Serca Jezusa została kanonizowana przez papieża Jana Pawła II.
- 2003 – 3 osoby zginęły, a 70 zostało rannych w zamachu bombowym na centrum handlowe w izraelskim mieście Afula.
- 2004 – W amerykańskim nalocie na iracką wioskę Makr Al-Deeb przy granicy z Syrią zginęło ponad 40 gości przyjęcia weselnego.
- 2007:
  - Estanislau da Silva został premierem Timoru Wschodniego.
  - W Rumunii odbyło się referendum w sprawie impeachmentu wobec prezydenta Traiana Băsescu.
- 2008 – Dokonano oblotu rosyjskiego samolotu pasażerskiego Suchoj Superjet 100.
- 2009 – Były prezydent USA Bill Clinton został powołany na specjalnego wysłannika ONZ do Haiti.
- 2010:
  - 46 osób zginęło, a ponad 200 zostało rannych w wyniku osunięcia ziemi ze zbocza wulkanu Nyiragongo w Demokratycznej Republice Konga.
  - Rząd tymczasowy w wydanym dekrecie uznał Rozę Otunbajewą pełnoprawnym prezydentem Kirgistanu i przedłużył jej mandat do końca 2011 roku.
  - Tajlandzka policja zlikwidowała obóz demonstrantów w centrum Bangkoku, tłumiąc w ten sposób trwające od 14 marca protesty polityczne, w czasie których zginęło 91 osób, a ponad 2000 zostało rannych.
- 2011 – 2 osoby zginęły a 122 zostały ranne w trzęsieniu ziemi w prowincji Kütahya w zachodniej Turcji.
- 2013 – Wojna domowa w Syrii: rozpoczęła się bitwa pod Al-Kusajr.
- 2014 – Michael Dunkley został premierem Bermudów.
- 2016 – 66 osób zginęło w katastrofie lotu EgyptAir 804 nad Morzem Śródziemnym.
- 2017 – Ubiegający się o reelekcję Hasan Rouhani wygrał w pierwszej turze wybory prezydenckie w Iranie.
- 2018 – Książę Harry poślubił amerykańską aktorkę Meghan Markle.
- 2019 – 32 osoby zginęły podczas tłumienia buntu w więzieniu w mieście Wahdat w Tadżykistanie.
- 2024 – Prezydent Iranu Ebrahim Ra’isi zginął wraz z ministrem spraw zagranicznych Hosejnem Amirem Abdollahijanem i siedmioma osobami w katastrofie śmigłowca w Warzaghanie w ostanie Azerbejdżan Wschodni, podczas powrotu z uroczystego otwarcia zapory na granicy azersko-irańskiej.

## Eksploracja kosmosu
- 1961 – Radziecka sonda Wenera 1 przeleciała w odległości 100 tys. km od Wenus, jednak z powodu wcześniejszej utraty łączności nie przekazała żadnych danych.
- 1971 – Została wystrzelona radziecka sonda Mars 2.
- 2000 – Rozpoczęła się misja STS-101 wahadłowca Atlantis.

## Urodzili się
- 1440 – Niccolò Pandolfini, włoski duchowny katolicki, biskup Pistoi, kardynał (zm. 1518)
- 1462 – Baccio d’Agnolo, włoski architekt, rzeźbiarz (zm. 1543)
- 1469 – Giovanni della Robbia, włoski rzeźbiarz (zm. 1529)
- 1476 – Helena Moskiewska, księżniczka rosyjska, niekoronowana królowa Polski (zm. 1513)
- 1583 – Dudley Digges, angielski polityk, dyplomata, polityk (zm. 1639)
- 1593:
  - Jacob Jordaens, flamandzki malarz, projektant tapiserii, rysownik (zm. 1678)
  - Claude Vignon, francuski malarz, rytownik (zm. 1670)
- 1598 – Joachim Jerlicz, polski szlachcic, kronikarz, pamiętnikarz pochodzenia rusińskiego (zm. 1673)
- 1611 – Innocenty XI, papież, błogosławiony (zm. 1689)
- 1667 – Antonio Banchieri, włoski kardynał (zm. 1733)
- 1673 – Fryderyk II, landgraf Hesji-Homburg (zm. 1746)
- 1678 – Franciszek Farnese, książę Parmy i Piacenzy (zm. 1727)
- 1683 – Burkhard Christoph Münnich, rosyjski hrabia, dowódca wojskowy, inżynier pochodzenia niemieckiego (zm. 1767)
- 1685 – Neri Maria Corsini, włoski kardynał (zm. 1770)
- 1701 – Alvise Giovanni Mocenigo, doża Wenecji (zm. 1778)
- 1732 – Johann Christoph von Wöllner, pruski pastor, polityk (zm. 1800)
- 1744:
  - Charlotta Mecklenburg-Strelitz, królowa brytyjska (zm. 1818)
  - Constantine Phipps, brytyjski arystokrata, odkrywca, polityk (zm. 1792)
- 1762 – Johann Gottlieb Fichte, niemiecki filozof, wykładowca akademicki (zm. 1814)
- 1767 – George Prévost, brytyjski generał, gubernator generalny Brytyjskiej Kanady (zm. 1816)
- 1773:
  - Arthur Aikin, brytyjski chemik, mineralog (zm. 1854)
  - Jean Charles Leonard Simonde de Sismondi, szwajcarski historyk, ekonomista (zm. 1842)
- 1779 – Pepita Tudó, hiszpańska arystokratka (zm. 1869)
- 1782 – Iwan Paskiewicz, rosyjski feldmarszałek, namiestnik Królestwa Polskiego, rusyfikator (zm. 1856)
- 1795 – Johns Hopkins, amerykański przemysłowiec (zm. 1873)
- 1797 – Maria Izabela, infantka Portugalii, królowa Hiszpanii (zm. 1818)
- 1805 – Francesco de Vico włoski jezuita, astronom (zm. 1848)
- 1811 – Krystyn Piotr Ostrowski, polski poeta, prozaik, dramaturg, publicysta, uczestnik powstania listopadowego, emigrant (zm. 1882)
- 1812 – Felix Zollicoffer, amerykański dziennikarz, polityk, generał konfederacki (zm. 1862)
- 1814 – Henry William Ravenel, amerykański botanik (zm. 1887)
- 1819 – Władysław Badeni, polski hrabia, polityk galicyjski (zm. 1888)
- 1827:
  - Paul-Armand Challemel-Lacour, francuski polityk (zm. 1896)
  - Zygmunt Sierakowski, polski generał w służbie rosyjskiej, działacz niepodległościowy (zm. 1863)
- 1839:
  - Adolphe-Alexandre Lesrel, francuski malarz (zm. 1929)
  - Walenty Miklaszewski, polski prawnik, wykładowca akademicki (zm. 1924)
- 1840 – Jan Erazm Maksymilian Ślubicz-Załęski, polski inżynier, uczestnik powstania styczniowego (zm. 1897)
- 1844 – Adam Kryński, polski językoznawca, wykładowca akademicki (zm. 1932)
- 1847 – Henry Somerset, brytyjski arystokrata, polityk (zm. 1924)
- 1849 – Adrien Lachenal, szwajcarski polityk (zm. 1918)
- 1853 – Hugo Richter, niemiecki ogrodnik, architekt krajobrazu (zm. 1937)
- 1856 – Oreste Giorgi, włoski kardynał, wysoki urzędnik Kurii Rzymskiej (zm. 1924)
- 1858 – Roland Napoleon Bonaparte, francuski książę, geograf (zm. 1924)
- 1859 – Eugenio Py, argentyński operator filmowy, pionier kina pochodzenia francuskiego (zm. 1924)
- 1860 – Vittorio Emanuele Orlando, włoski prawnik, polityk, premier Włoch (zm. 1952)
- 1861 – Nellie Melba, australijska śpiewaczka (zm. 1931)
- 1862 – João do Canto e Castro, portugalski wojskowy, polityk, prezydent Portugalii (zm. 1934)
- 1864 – Friedrich Pfannschmidt, niemiecki malarz, rzeźbiarz (zm. 1914)
- 1866 – Tadeusz Rozwadowski, polski generał broni (zm. 1928)
- 1869 – Ante Pavelić starszy, chorwacki polityk (zm. 1938)
- 1870:
  - Albert Fish, amerykański seryjny morderca, pedofil, kanibal (zm. 1936)
  - Reginald Lee, brytyjski marynarz, obserwator na „Titanicu” (zm. 1913)
  - Kitarō Nishida, japoński filozof, wykładowca akademicki (zm. 1945)
- 1871 – Pietro Boetto, włoski duchowny katolicki, arcybiskup Genui, kardynał (zm. 1946)
- 1873:
  - Jarosław Łomnicki, polski entomolog, geolog, paleozoolog, wykładowca akademicki (zm. 1931)
  - Paul Schröder, niemiecki psychiatra, wykładowca akademicki (zm. 1941)
- 1874 – Piotr Smidowicz, radziecki polityk (zm. 1935)
- 1876 – Júlio Dantas, portugalski pisarz (zm. 1962)
- 1877 – Awel Jenukidze, gruziński i radziecki polityk (zm. 1937)
- 1879:
  - Nancy Astor, brytyjska polityk pochodzenia amerykańskiego (zm. 1964)
  - Henryk Bobkowski, polski generał brygady (zm. 1945)
  - Fedora, księżniczka Saksonii-Meiningen, księżna Reuss (zm. 1945)
- 1880:
  - Max Clarenbach, niemiecki malarz, wykładowca akademicki (zm. 1952)
  - Czesław Przybylski, polski architekt, wykładowca akademicki (zm. 1936)
- 1881 – Mustafa Kemal Atatürk, turecki wojskowy, polityk, pierwszy prezydent Turcji (zm. 1938)
- 1882 – Mohammad Mosaddegh, irański polityk, premier Iranu (zm. 1967)
- 1883:
  - Stanisław Boryssowicz, polski inżynier, samorządowiec, prezydent Włocławka (zm. 1940)
  - Maksymilian Rose, polski neurolog, neuroanatom, psychiatra, wykładowca akademicki pochodzenia żydowskiego (zm. 1937)
- 1884:
  - Arthur Meulemans, flamandzki kompozytor, dyrygent, pedagog (zm. 1966)
  - David Munson, amerykański lekkoatleta, średnio- i długodystansowiec (zm. 1953)
- 1887 – Gregorio Marañón, hiszpański lekarz, historyk, filozof (zm. 1960)
- 1888 – Nikołaj Szwernik, radziecki polityk (zm. 1970)
- 1890:
  - Wacław Borowy, polski krytyk i historyk literatury (zm. 1950)
  - Hồ Chí Minh, wietnamski polityk, prezydent Demokratycznej Republiki Wietnamu (zm. 1969)
  - Mário de Sá-Carneiro, portugalski poeta (zm. 1916)
- 1891 – Oswald Boelcke, niemiecki pilot wojskowy, as myśliwski (zm. 1916)
- 1893:
  - Fritjof Hillén, szwedzki piłkarz (zm. 1977)
  - Władysław Raczkowski, polski dyrygent, chórmistrz, pianista, pedagog muzyczny, kompozytor (zm. 1959)
- 1895 – Stanisław Kopański, polski generał (zm. 1976)
- 1896 – Jorge Alessandri, chilijski polityk, prezydent Chile (zm. 1986)
- 1898:
  - Julius Evola, włoski filozof, artysta, ezoteryk (zm. 1974)
  - Bjart Ording, norweski jeździec sportowy (zm. 1975)
- 1899 – Pio Ferraris, włoski piłkarz (zm. 1957)
- 1900:
  - Konrad Hirsch, szwedzki piłkarz (zm. 1924)
  - Helen Steiner Rice, amerykańska poetka religijna (zm. 1981)
  - Anton Vovk, słoweński duchowny katolicki, biskup pomocniczy i administrator apostolski Lublany, Sługa Boży (zm. 1963)
- 1901:
  - Otto Ambros, niemiecki chemik, zbrodniarz wojenny (zm. 1990)
  - Wanda Golakowska, polska plastyczka (zm. 1975)
- 1902:
  - Lubka Kołessa, ukraińska pianistka, pedagog (zm. 1997)
  - Otello Martelli, włoski operator filmowy (zm. 2000)
- 1904:
  - Daniel Guérin, francuski anarchista, komunista, trockista, pisarz (zm. 1988)
  - Sven Thofelt, szwedzki szermierz, pięcioboista nowoczesny (zm. 1983)
- 1905 – Stanisław Dawski, polski artysta plastyk (zm. 1990)
- 1906 – Bruce Bennett, amerykański lekkoatleta, kulomiot, aktor (zm. 2007)
- 1907:
  - Jan Władysław Badowski, polski aktor, reżyser, dyrektor teatru (zm. 1980)
  - Leszek Dulęba, polski konstruktor lotniczy (zm. 1987)
- 1908 – Percy Williams, kanadyjski lekkoatleta, sprinter (zm. 1982)
- 1909 – Nicholas Winton, brytyjski makler, organizator transportu 669 żydowskich dzieci z okupowanych Czech do Wielkiej Brytanii (zm. 2015)
- 1910:
  - Nathuram Godse, indyjski dziennikarz, zamachowiec (zm. 1949)
  - Stefan Jędrychowski, polski publicysta, polityk, członek PKWN, wicepremier, minister spraw zagranicznych i finansów (zm. 1996)
  - Piotr Ostaszewski, polski kapitan pilot (zm. 1965)
  - Władysław Szczepaniak, polski piłkarz (zm. 1979)
- 1911:
  - Gust Jonassen, norweski działacz faszystowski (zm. 1943)
  - Jerzy Kleczkowski, polski porucznik, żołnierz AK (zm. 1944)
  - Władysław Krzyżagórski, polski hokeista, kupiec (zm. 1943)
- 1912 – Helen Bina, amerykańska łyżwiarka szybka (zm. 1983)
- 1913:
  - Neelam Sanjiva Reddy, indyjski polityk, prezydent Indii (zm. 1996)
  - Morrnah Simeona, hawajska uzdrowicielka (zm. 1992)
- 1914:
  - Václav Mottl, czechosłowacki kajakarz, kanadyjkarz (zm. 1982)
  - Max Perutz, brytyjski biochemik, krystalograf pochodzenia austriackiego, laureat Nagrody Nobla (zm. 2002)
- 1915 – Borys Łewyćkyj, ukraiński publicysta, politolog, polityk (zm. 1984)
- 1916 – Alfred Shaughnessy, brytyjski pisarz, reżyser (zm. 2005)
- 1917 – Józef Prower, polski duchowny ewangelicki, muzyk, tłumacz, wydawca (zm. 1976)
- 1918:
  - Kalevi Laitinen, fiński gimnastyk (zm. 1997)
  - Ubaldo Marchioni, włoski duchowny katolicki, Sługa Boży (zm. 1944)
  - Wiktor Popow, radziecki dyplomata (zm. 2007)
- 1919 – Mitja Ribičič, słoweński i jugosłowiański polityk komunistyczny, premier Jugosławii (zm. 2013)
- 1920:
  - Aurélio Granada Escudeiro, portugalski duchowny katolicki, biskup Angry (zm. 2012)
  - Gustaw Heczko, polski podporucznik (zm. 1988)
  - Nikołaj Skomorochow, radziecki pilot wojskowy, as myśliwski, marszałek lotnictwa (zm. 1994)
- 1921:
  - Szamil Abdraszytow, radziecki pilot wojskowy, as myśliwski (zm. 1944)
  - Daniel Gélin, francuski aktor (zm. 2002)
- 1922:
  - Herbert Burdenski, niemiecki piłkarz, trener (zm. 2001)
  - Börje Tapper, szwedzki piłkarz, trener (zm. 1981)
- 1923:
  - Gieorgij Arbatow, rosyjski historyk, politolog (zm. 2010)
  - André Kaminski, szwajcarski pisarz, reżyser, dziennikarz pochodzenia polsko-żydowskiego (zm. 1991)
  - Jiří Lír, czeski aktor (zm. 1995)
  - Tadeusz Margul, polski religioznawca, poliglota (zm. 2009)
  - Zygmunt Rzuchowski, polski aktor, reżyser teatralny (zm. 1990)
- 1925:
  - Dominik Kalata, słowacki duchowny katolicki, jezuita, biskup Semty (zm. 2018)
  - Malcolm X, amerykański działacz społeczny, przywódca ruchu murzyńskiego (zm. 1965)
  - Pol Pot, kambodżański polityk, premier Kambodży, przywódca Czerwonych Khmerów (zm. 1998)
- 1926:
  - David Jacobs, brytyjski aktor, prezenter telewizyjny (zm. 2013)
  - Peter Zadek, niemiecki reżyser teatralny i filmowy (zm. 2009)
- 1927:
  - Anselmo Citterio, włoski kolarz torowy (zm. 2006)
  - Jusuf Idris, egipski pisarz (zm. 1991)
  - Serge Lang, amerykański matematyk pochodzenia francuskiego (zm. 2005)
- 1928:
  - Juliusz Kulesza, polski grafik, pisarz, uczestnik powstania warszawskiego (zm. 2025)
  - Arvid Nyberg, norweski biathlonista, polityk, burmistrz Trysil (zm. 2022)
  - Dolph Schayes, amerykański koszykarz (zm. 2015)
  - Dragutin Zelenović, serbski inżynier, naukowiec, polityk, premier Serbii (zm. 2020)
- 1929:
  - Sylvia Cheeseman, brytyjska lekkoatletka, sprinterka
  - Maria Kowalska-Wania, polska narciarka alpejska
  - Marcel Remacle, belgijski polityk, eurodeputowany (zm. 2011)
  - John Wright, brytyjski bokser (zm. 2001)
- 1930:
  - Włodzimierz Bojarski, polski energetyk, wykładowca akademicki, polityk, senator RP
  - Leonid Charitonow, rosyjski aktor (zm. 1987)
  - Władimir Chodyriew, rosyjski polityk (zm. 2024)
  - Antonio Cifariello, włoski aktor (zm. 1968)
  - Jean-Louis de Rambures, francuski dziennikarz, pisarz, tłumacz (zm. 2006)
  - Lorraine Hansberry, amerykańska dramatopisarka (zm. 1965)
  - Leszek Kubicki, polski prawnik, polityk, minister sprawiedliwości i prokurator generalny
  - Don Lind, amerykański fizyk, pilot wojskowy, astronauta (zm. 2022)
  - Czesława Żuławska, polska prawnik, sędzia Sądu Najwyższego, profesor nauk prawnych (zm. 2024)
- 1931:
  - Trevor Peacock, brytyjski aktor (zm. 2021)
  - Alfred Schmidt, niemiecki filozof, socjolog (zm. 2012)
  - Éric Tappy, szwajcarski śpiewak operowy (tenor liryczny) (zm. 2024)
  - Tom Toelle, niemiecki reżyser filmowy (zm. 2006)
  - David Wilkerson, amerykański duchowny zielonoświątkowy, ewangelista, pisarz (zm. 2011)
- 1932 – Bill Fitch, amerykański trener koszykarski (zm. 2022)
- 1933:
  - Carl Billquist, szwedzki aktor (zm. 1993)
  - Edward de Bono, maltański lekarz, psycholog, wykładowca akademicki (zm. 2021)
  - Rosemary Payne, brytyjska lekkoatletka, dyskobolka
  - Wacław Sadkowski, polski krytyk literacki, eseista, tłumacz (zm. 2023)
- 1934:
  - Ruskin Bond, anglo-indyjski pisarz
  - Jan Budkiewicz, polski scenarzysta i reżyser filmowy, publicysta, krytyk filmowy (zm. 2022)
- 1935:
  - Krzysztof Gąsiorowski, polski poeta, krytyk literacki, eseista (zm. 2012)
  - Alicja Helman, polska muzykolog, teoretyk i historyk filmu, eseistka, tłumaczka (zm. 2021)
- 1936:
  - Piotr Hertel, polski kompozytor, pianista, twórca muzyki filmowej (zm. 2010)
  - Andrej Kvašňák, słowacki piłkarz (zm. 2007)
- 1937:
  - Zygmunt Bielawski, polski aktor, dyrektor teatru (zm. 2006)
  - Antoni Niederliński, polski inżynier, automatyk (zm. 2018)
  - Vittorio Prodi, włoski fizyk, polityk, eurodeputowany (zm. 2023)
- 1938:
  - Bryan Marshall, brytyjski aktor pochodzenia irlandzkiego (zm. 2019)
  - Igor Ter-Owanesian, radziecki lekkoatleta, skoczek w dal
  - Lovro Šturm, słoweński prawnik, polityk, przewodniczący Sądu Konstytucyjnego, minister edukacji i sportu, minister sprawiedliwości (zm. 2021)
- 1939:
  - Livio Berruti, włoski lekkoatleta, sprinter
  - Sonny Fortune, amerykański saksofonista, flecista, klarnecista i kompozytor jazzowy (zm. 2018)
  - James Fox, brytyjski aktor
  - Nancy Kwan, amerykańska aktorka pochodzenia chińskiego
  - Jānis Lūsis, łotewski lekkoatleta, oszczepnik (zm. 2020)
  - Francis Scobee, amerykański pilot wojskowy, astronauta (zm. 1986)
  - Tomasz Sikorski, polski kompozytor, pianista (zm. 1988)
- 1940:
  - Carlos Diegues, brazylijski reżyser, scenarzysta i producent filmowy (zm. 2025)
  - Jan Janssen, holenderski kolarz szosowy i torowy
  - René Stadler, szwajcarski bobsleista
  - Luís Carlos Vinhas, brazylijski pianista, kompozytor (zm. 2001)
  - Jerzy Wieczorek, polski samorządowiec, prezydent Torunia
- 1941:
  - Ritt Bjerregaard, duńska historyk, polityk, działaczka samorządowa, eurokomisarz, burmistrz Kopenhagi (zm. 2023)
  - Nora Ephron, amerykańska pisarka, dziennikarka, scenarzystka i reżyserka filmowa (zm. 2012)
  - Iva Janžurová, czeska aktorka
  - Tania Mallet, brytyjska aktorka, modelka (zm. 2019)
  - Stanisław Rymar, polski prawnik, adwokat, prezes NRA, wiceprzewodniczący TS, sędzia TK
  - Ștefan Stîngu, rumuński zapaśnik
- 1942:
  - Piotr Adamczewski, polski dziennikarz, krytyk kulinarny (zm. 2016)
  - Aírton Beleza, brazylijski piłkarz (zm. 1996)
  - Gary Kildall, amerykański informatyk (zm. 1994)
  - Robert Kilroy-Silk, brytyjski polityk, prezenter telewizyjny
  - Curly Neal, amerykański koszykarz (zm. 2020)
- 1943:
  - Pedro Gonzáles, peruwiański piłkarz
  - Franciszek Jamroż, polski działacz związkowiec, samorządowiec, prezydent Gdańska (zm. 2023)
  - Bohdan Urbankowski, polski poeta, eseista, filozof (zm. 2023)
  - Jean Walschaerts, belgijski kolarz szosowy i torowy
- 1944:
  - Jadwiga Hoff, polska historyk
  - Marcin Król, polski filozof, historyk idei, wykładowca akademicki, publicysta (zm. 2020)
  - Czesław Kurzajewski, polski dziennikarz, polityk, poseł na Sejm RP (zm. 2019)
  - Ronald Lopatni, chorwacki piłkarz wodny (zm. 2022)
  - Peter Mayhew, brytyjski aktor (zm. 2019)
  - Jaan Talts, estoński sztangista
- 1945:
  - Krzysztof Barański, polski dziennikarz, fotograf, wydawca (zm. 2005)
  - Juan José Bayona de Perogordo, hiszpański polityk, eurodeputowany (zm. 2018)
  - Adrianna Bilik, austriacka koszykarka (zm. 2023)
  - Pete Townshend, brytyjski gitarzysta, wokalista, autor tekstów, kompozytor, członek zespołu The Who
- 1946:
  - Walerij Abramkin, rosyjski opozycjonista, obrońca praw człowieka (zm. 2013)
  - André the Giant, francuski aktor, wrestler pochodzenia polsko-bułgarskiego (zm. 1993)
  - Valdemar Hansen, duński piłkarz, bramkarz
  - Juventino Kestering, brazylijski duchowny katolicki, biskup Rondonópolis–Guiratingi (zm. 2021)
  - Andrzej Klimczak-Dobrzaniecki, polski malarz (zm. 2020)
  - Anselmo Guido Pecorari, włoski duchowny katolicki, arcybiskup, nuncjusz apostolski
  - Michele Placido, włoski aktor, reżyser i scenarzysta filmowy
  - Piotr Różycki, polski dziennikarz (zm. 2004)
- 1947:
  - Stanisław Baran, polski związkowiec, polityk, poseł na Sejm RP (zm. 2016)
  - David Helfgott, australijski pianista
  - Eric Kokish, kanadyjski brydżysta (zm. 2023)
- 1948:
  - Irmindo Bocheń, polski inżynier, polityk, poseł na Sejm RP
  - Marek Cajzner, polski dziennikarz
  - Jean-Pierre Haigneré, francuski pilot wojskowy, astronauta
  - Grace Jones, jamajska piosenkarka, aktorka, modelka
  - Tom Scott, amerykański saksofonista, kompozytor jazzowy
  - Wiktor Skworc, polski duchowny katolicki, biskup tarnowski, arcybiskup metropolita katowicki
  - Jan Waraczewski, polski skrzypek, dyrygent (zm. 2017)
- 1949:
  - Marielle Gallo, francuska prawnik, polityk, pisarka
  - Dusty Hill, amerykański basista, wokalista, członek zespołu ZZ Top (zm. 2021)
  - Stani Nitkowski, francuski malarz pochodzenia polskiego (zm. 2001)
  - Antoni Weryński, polski piłkarz ręczny, działacz sportowy (zm. 2012)
  - Tarcisius Ziyaye, malawijski duchowny katolicki, arcybiskup Lilongwe (zm. 2020)
- 1950:
  - Anne Brasseur, luksemburska psycholog, działaczka samorządowa, polityk
  - Wiesław Gawłowski, polski siatkarz, trener (zm. 2000)
  - Tadeusz Ślusarski, polski lekkoatleta, tyczkarz (zm. 1998)
  - Austin Stevens, południowoafrykański herpetolog, fotograf, podróżnik
  - Marco Taradash, włoski dziennikarz, polityk, eurodeputowany pochodzenia amerykańskiego
  - Krzysztof Tchórzewski, polski polityk, poseł na Sejm RP, minister energii
  - George Leo Thomas, amerykański duchowny katolicki, biskup Las Vegas
  - Sylwester Zych, polski duchowny katolicki, działacz opozycji antykomunistycznej (zm. 1989)
- 1951:
  - Karl Brunner, włoski saneczkarz
  - Victoria Chaplin, brytyjsko-amerykańska artystka cyrkowa
  - Mark Edward, amerykański mentalista, pisarz, konsultant programów telewizyjnych (zm. 2024)
  - Dianne Holum, amerykańska łyżwiarka szybka
  - Joey Ramone, amerykański wokalista, członek zespołu Ramones (zm. 2001)
- 1952:
  - Patrick Hoogmartens, belgijski duchowny katolicki, biskup Hasselt
  - Cristóbal López Romero, hiszpański duchowny katolicki, kardynał, arcybiskup Rabatu
  - Bert van Marwijk, holenderski piłkarz, trener
  - Charles Spedding, brytyjski lekkoatleta, maratończyk
- 1953:
  - Alina Cała, polska historyk, feministka
  - Marian Gęsicki, polski lekkoatleta, sprinter i średniodystansowiec
  - Albert Pyun, amerykański reżyser i scenarzysta filmowy (zm. 2022)
  - Victoria Wood, brytyjska aktorka, komik, reżyserka, piosenkarka (zm. 2016)
- 1954:
  - Mirosław Adamczak, polski przedsiębiorca, polityk, senator RP
  - Jörgen Ragnarsson, szwedzki żeglarz sportowy
  - Phil Rudd, australijski perkusista, członek zespołu AC/DC
  - Zdena Studenková, słowacka aktorka
- 1955:
  - Manfred Deselaers, niemiecki duchowny katolicki
  - Ewa Garczyńska, polska lekkoatletka, skoczkini w dal
  - James Gosling, amerykański informatyk, programista
  - Werner Kuhn, niemiecki polityk
  - Leszek Samborski, polski polityk, poseł na Sejm RP
- 1956:
  - Jan Fiala, czeski piłkarz
  - Ryszard Michalski, polski pilot sportowy
  - Krzysztof Mieszkowski, polski krytyk teatralny, dziennikarz, dyrektor teatru, polityk, poseł na Sejm RP
- 1957:
  - Joseph Atiyeh, syryjski zapaśnik
  - Joseph Banga, kongijski duchowny katolicki, biskup Buty
  - Barbara Gawryluk, polska dziennikarka, autorka książek dla dzieci, tłumaczka
  - Danuta Jazłowiecka, polska polityk, eurodeputowana
  - Bill Laimbeer, amerykański koszykarz, trener
  - James Reyne, australijski piosenkarz, autor tekstów, aktor
  - Henk Wisman, holenderski piłkarz, trener
- 1958:
  - Piotr Bąk, polski samorządowiec, starosta powiatu tatrzańskiego
  - José Antonio Chang, peruwiański polityk, premier Peru
  - Anthony Doyle, brytyjski kolarz szosowy i torowy
  - Wołodymyr Stretowycz, ukraiński prawnik, polityk (zm. 2023)
- 1959:
  - Nicole Brown Simpson, amerykańska ofiara morderstwa (zm. 1994)
  - Sergio Fenoy, argentyński duchowny katolicki, biskup San Miguel
  - Marta Fogler, polska wydawczyni, działaczka samorządowa, polityk, poseł na Sejm RP
  - Marek Pfützner, polski fizyk jądrowy, wykładowca akademicki
- 1960:
  - Daniel Grataloup, francuski pilot rajdowy
  - Eric Wetzel, amerykański zapaśnik
  - Yazz, brytyjska piosenkarka
- 1961:
  - Andrzej Andrzejewski, polski generał dywizji pilot (zm. 2008)
  - Bobby Berna, filipiński bokser
  - Firdaus Kabirow, rosyjski kierowca rajdowy
  - Jarosława Różańska, polska siatkarka
  - Robert Tekieli, polski dziennikarz, publicysta
  - Philippe Vernet, francuski kolarz torowy
- 1962:
  - Ulrich Borowka, niemiecki piłkarz
  - Frances Ondiviela, hiszpańska aktorka
  - Francisco Javier Stegmeier Schmidlin, chilijski duchowny katolicki pochodzenia niemieckiego, biskup Villarrica
  - Mariusz Świtalski, polski przedsiębiorca
  - Jan Ziemianin, polski starszy sierżant, biathlonista
- 1963:
  - Nicodème Anani Barrigah-Benissan, togijski duchowny katolicki, biskup Atakpamé, arcybiskup metropolita Lomé (zm. 2024)
  - Lubow Cioma, rosyjska lekkoatletka, biegaczka średniodystansowa
  - Kevin Kenner, amerykański pianista
  - Heinz Weixelbraun, austriacki aktor
- 1964:
  - Miloslav Mečíř, słowacki tenisista
  - Gitanas Nausėda, litewski ekonomista, polityk, prezydent Litwy
  - Ivo Nesrovnal, słowacki prawnik, samorządowiec, burmistrz Bratysławy
  - Mamadou Zaré, iworyjski piłkarz, trener (zm. 2007)
- 1965:
  - Cecilia Bolocco, chilijska prezenterka telewizyjna, zdobywczyni tytułu Miss Universe
  - Marcin Jabłoński, polski polityk, samorządowiec, wojewoda lubuski
  - Tomasz Jasina, polski piłkarz, komentator sportowy
  - Jacek Piekara, polski pisarz fantasy, dziennikarz
  - Małgorzata Pieńkowska, polska aktorka
- 1966:
  - Brett Hollister, nowozelandzki wioślarz (sternik)
  - Jodi Picoult, amerykańska pisarka pochodzenia żydowskiego
  - Polly Walker, brytyjska aktorka
- 1967:
  - Alexia, włoska piosenkarka
  - Michiel Bartman, holenderski wioślarz
  - Julio César Green, dominikański bokser
  - Markus Nagel, niemiecki kolarz torowy
  - Geraldine Somerville, brytyjska aktorka
  - Andriej Woronkow, rosyjski siatkarz, trener
- 1968:
  - Kyle Eastwood, amerykański muzyk jazzowy
  - Paul Hartnoll, brytyjski muzyk, członek zespołu Orbital
  - Theo de Raadt, kanadyjski programista komputerowy
  - Salman Szarida, bahrajński piłkarz, trener
- 1969:
  - Mirosław Malec, polski wokalista, założyciel zespołów: Zielone Żabki, Ga-Ga i Radical News
  - Thomas Vinterberg, duński reżyser i scenarzysta filmowy
- 1970:
  - Miguel Ángel Benítez, paragwajski piłkarz
  - Jason Gray-Stanford, kanadyjski aktor
  - Ali Günçar, turecki piłkarz, trener
  - Park Sung-soo, południowokoreański łucznik
  - Piotr Salak, polski dziennikarz sportowy
- 1971:
  - Samvel Babayan, uzbecki piłkarz, trener pochodzenia ormiańskiego
  - Israel Houghton, amerykański piosenkarz
  - Psicosis, meksykański wrestler
- 1972:
  - Jenny Berggren, szwedzka piosenkarka
  - Aleksandr Gołubiew, rosyjski łyżwiarz szybki
  - Claudia Karvan, australijska aktorka
  - Edyta Łukaszewska, polska aktorka
  - Jeroen Tel, holenderski kompozytor muzyki elektronicznej
- 1973:
  - Piotr Cetnarowicz, polski piłkarz
  - Mike D'Antonio, amerykański basista, grafik, członek zespołów: Overcast, Killswitch Engage i Death Ray Vision
  - Dario Franchitti, brytyjski kierowca wyścigowy pochodzenia włoskiego
  - Grzegorz Godzwon, polski akrobata sportowy
  - Cary Kolat, amerykański zapaśnik
  - Hugues Obry, francuski szpadzista
  - Katarzyna Wołejnio, polska aktorka
- 1974:
  - Majlinda Bregu, albańska socjolog, polityk
  - Pavel Chudík, słowacki siatkarz
  - Ewa Dederko, polska triathlonistka
  - Jan Kliment, czeski tancerz pochodzenia słowackiego
  - Leszek Pokładowski, polski piłkarz
  - Juha-Matti Räsänen, fiński strongman, armwrestler
  - Joel Rodríguez, meksykański skoczek do wody
  - Emma Shapplin, francuska śpiewaczka operowa (sopran koloraturowy)
- 1975:
  - Masanobu Andō, japoński aktor, reżyser filmowy
  - Christelle Gros, francuska biathlonistka
  - Sebastián Prieto, argentyński tenisista
  - Jonas Renkse, szwedzki wokalista, multiinstrumentalista, kompozytor, członek zespołów: Bloodbath, October Tide i Katatonia
  - Marcin Zając, polski piłkarz
  - Zhang Ning, chińska badmintonistka
- 1976:
  - Ed Cota, amerykańsko-panamski koszykarz
  - Miriam Dalli, maltańska dziennikarka, polityk
  - Kevin Garnett, amerykański koszykarz
  - Awiszaj Hadari, izraelski reżyser teatralny, scenograf, malarz
  - Todor Janczew, bułgarski piłkarz
  - Jonathan Parker, brytyjski szachista
  - Åsa Westlund, szwedzka polityk
- 1977:
  - Manuel Almunia, hiszpański piłkarz, bramkarz
  - Erom Cordeiro, brazylijski aktor
  - Cristóbal Cruz, meksykański bokser
  - Bartłomiej Kasprzykowski, polski aktor
  - Anna Kędzior, polska koszykarka
  - Tomasz Lech, polski kulturysta, strongmen (zm. 2025)
  - Natalia Oreiro, urugwajska aktorka, piosenkarka
  - Teemu Raimoranta, fiński gitarzysta, członek zespołów: Finntroll, Thy Serpent i Impaled Nazarene (zm. 2003)
- 1978:
  - Marcus Bent, angielski piłkarz
  - Joost Wichman, holenderski kolarz górski
  - Zuluzinho, brazylijski zawodnik sztuk walki
- 1979:
  - Janell Burse, amerykańska koszykarka
  - Diego Forlán, urugwajski piłkarz
  - Mindaugas Lukauskis, litewski koszykarz
  - Natalla Marczanka, białoruska koszykarka
  - Bérénice Marlohe, francuska aktorka
  - Andrea Pirlo, włoski piłkarz
  - Tunisiano, francuski raper
- 1980:
  - Amber Bradley, australijska wioślarka
  - Drew Fuller, amerykański aktor, model
  - Moeneeb Josephs, południowoafrykański piłkarz, bramkarz
  - Daniel Ngom Kome, kameruński piłkarz
  - João Uva, portugalski rugbysta
- 1981:
  - Luis Anaya, salwadorski piłkarz
  - Sani Bečirovič, słoweński koszykarz
  - Ołena Chodyriewa, ukraińska piłkarka
  - Moussa Coulibaly, malijski piłkarz
  - Mateusz Damięcki, polski aktor
  - Luciano Figueroa, argentyński piłkarz
  - Michael Leighton, kanadyjski hokeista, bramkarz
  - Mariusz Mowlik, polski piłkarz
  - Michał Rolnicki, polski aktor
  - Sina Schielke, niemiecka lekkoatletka, sprinterka
  - Georges St-Pierre, kanadyjski zawodnik MMA
  - Yo Gotti, amerykański raper
  - Klaas-Erik Zwering, holenderski pływak
- 1982:
  - Rachel Laybourne, brytyjska siatkarka
  - Klaas Vantornout, belgijski kolarz przełajowy i szosowy
  - Marta Werpachowska, polska judoczka
  - Hiroki Yamada, japoński skoczek narciarski
- 1983:
  - Charlotte Becker, niemiecka kolarka szosowa i torowa
  - Alexandra Braun Waldeck, wenezuelska modelka, zwyciężczyni konkursów piękności
  - Edita Grigelionytė, litewska lekkoatletka, tyczkarka
  - Olli Herman, fiński wokalista, członek zespołu Reckless Love
- 1984:
  - Alaina Berube, amerykańska zapaśniczka
  - Jesús Dátolo, argentyński piłkarz
  - Julius Wobay, sierraleoński piłkarz
- 1985:
  - Ivan Baranka, słowacki hokeista
  - Malakai Black, holenderski wrestler
  - Szymon Gospodarczyk, polski pilot rajdowy
  - Hamed Haddadi, irański koszykarz
  - Jon Kortajarena, hiszpański model, aktor
  - Edyta Kuczyńska, polska piłkarka ręczna
  - Andy Moreno, kubański zapaśnik
  - Erin Phillips, australijska koszykarka
  - Christopher Reinhard, niemiecki piłkarz
  - Glenn Verbauwhede, belgijski piłkarz, bramkarz
- 1986:
  - Eybir Bonaga, panamski piłkarz
  - Mario Chalmers, amerykański koszykarz
  - Mirco Di Tora, włoski pływak
  - Krzysztof Kwiatkowski, polski aktor
  - Eric Lloyd, amerykański aktor
  - Łukasz Ratajczak, polski koszykarz
- 1987:
  - Maciej Bielecki, polski kolarz torowy
  - Maksim Dyłdin, rosyjski lekkoatleta, sprinter
  - Lukas Müller, niemiecki wioślarz
  - Waldemar Sobota, polski piłkarz
  - Anton Żdanow, rosyjski hokeista
- 1988:
  - Reda El Amrani, marokański tenisista
  - Cameron Hepple, bahamski piłkarz
  - Antonija Mišura, chorwacka koszykarka
  - Zack Pearlman, amerykański aktor
- 1989:
  - Alex Cisak, australijski piłkarz, bramkarz pochodzenia polskiego
  - Jasmine, japońska piosenkarka
  - Ädylbek Nijazymbetow, kazachski bokser
- 1990:
  - Jermell Charlo, amerykański bokser
  - Rika Hattori, japońska siatkarka
  - Víctor Ibarbo, kolumbijski piłkarz
  - John Landsteiner, amerykański curler
  - Henrique Luvannor, mołdawski piłkarz pochodzenia brazylijskiego
  - Thorsten Schick, austriacki piłkarz
  - Immacolata Sirressi, włoska siatkarka
- 1991:
  - Mateusz Bepierszcz, polski hokeista
  - Álvaro Giménez, hiszpański piłkarz
  - Łora Kitipowa, bułgarska siatkarka
  - Savannah Marshall, brytyjska pięściarka
  - Jordan Pruitt, amerykańska piosenkarka, autorka tekstów
  - Ihor Zahalski, ukraiński piłkarz
- 1992:
  - Jewgienij Kuzniecow, rosyjski hokeista
  - Marshmello, amerykański didżej, producent muzyczny
  - Sam Smith, brytyjski piosenkarz, muzyk, kompozytor
  - Eleanor Tomlinson, brytyjska aktorka, modelka
  - Heather Watson, brytyjska tenisistka
  - Lisa-Maria Zeller, austriacka narciarka alpejska
- 1993:
  - Andrej Czuryła, białoruski lekkoatleta, skoczek wzwyż
  - Josef Martínez, wenezuelski piłkarz
  - Jarrod Uthoff, amerykański koszykarz
- 1994:
  - Cristian Benavente, peruwiański piłkarz
  - Gabriela Braga Guimarães, brazylijska siatkarka
  - Simen Juklerød, norweski piłkarz
  - Danger Quintana, kubański siatkarz
  - Méba-Mickaël Zézé, francuski lekkoatleta, sprinter
- 1995:
  - Siłwana Czauszewa, bułgarska siatkarka
  - Berthe Etane, kameruńska zapaśniczka
  - Howhannes Gabuzjan, ormiański szachista
  - Álvaro Jiménez, hiszpański piłkarz
- 1996:
  - Chung Hyeon, południowokoreański tenisista
  - Marios Ilia, cypryjski piłkarz
  - Sebastian Musiolik, polski piłkarz
  - Sebastián Villa, kolumbijski piłkarz
  - Luca Waldschmidt, niemiecki piłkarz
- 1997:
  - Lisa Berkani, francuska koszykarka
  - José Carabalí, ekwadorski piłkarz
  - Xabier López-Arostegui, hiszpański koszykarz
  - Danił Łysienko, rosyjski lekkoatleta, skoczek wzwyż
- 1998:
  - Rebeka Koha, łotewska sztangistka
  - Alex Král, czeski piłkarz
- 1999:
  - Andrea Pinamonti, włoski piłkarz
  - Deepak Punia, indyjski zapaśnik
  - Aleksandr Tierientjew, rosyjski biegacz narciarski
  - Shutaro Yamada, japoński zapaśnik
- 2000:
  - Jordan Beyer, niemiecki piłkarz
  - Haret Ortega, meksykański piłkarz
- 2001:
  - Agustín Álvarez, urugwajski piłkarz
  - Selina Freitag, niemiecka skoczkini narciarska
  - Elizabeth Mandlik, amerykańska tenisistka
- 2002 – Renan, brazylijski piłkarz
- 2003:
  - Malo Gusto, francuski piłkarz pochodzenia portugalskiego
  - JoJo Siwa, amerykańska piosenkarka, tancerka, aktorka, osobowość medialna pochodzenia polskiego
- 2009 – Lena Świrska, polska piłkarka

## Zmarli
- 804 – Alkuin, anglosaski mnich, filozof, teolog, teoretyk muzyki (ur. ok. 730)
- 988 – Dunstan z Canterbury, arcybiskup, święty (ur. ok. 909)
- 1102 – Stefan Henryk, hrabia Blois (ur. ok. 1045)
- 1125 – Włodzimierz II Monomach, wielki książę kijowski (ur. 1053)
- 1296 – Celestyn V, papież, święty (ur. 1215)
- 1389 – Dymitr Doński, wielki książę moskiewski i włodzimierski, święty prawosławny (ur. 1350)
- 1480 – Jan Długosz, polski duchowny katolicki, biskup lwowski, kanonik krakowski, historyk, kronikarz (ur. 1415)
- 1526 – Go-Kashiwabara, cesarz Japonii (ur. 1464)
- 1531 – Jan Łaski, polski duchowny katolicki, arcybiskup gnieźnieński i prymas Polski, sekretarz królewski (ur. 1456)
- 1536 – Anna Boleyn, królowa Anglii (ur. 1507)
- 1537 – Korneliusz Komelski, rosyjski święty mnich prawosławny (ur. 1455)
- 1590 – Melchior z Mościsk, polski dominikanin, inkwizytor (ur. 1510/11)
- 1612 – Gregorio Petrocchini, włoski kardynał (ur. 1535)
- 1648 – Stefan Potocki, polski szlachcic, wojskowy, polityk (ur. ok. 1624)
- 1653 – Elżbieta Lukrecja, księżna cieszyńska (ur. 1599)
- 1740 – Teofil z Corte, włoski franciszkanin, teolog, święty (ur. 1676)
- 1750:
  - Marco António de Azevedo Coutinho, portugalski polityk, dyplomata (ur. 1688)
  - Kryspin Fioretti, włoski kapucyn, święty (ur. 1668)
- 1777 – Button Gwinnett, amerykański polityk (ur. 1735)
- 1779 – Feliks Franciszek Łoyko, polski szlachcic, historyk, prawnik, ekonomista, pisarz polityczny, dyplomata (ur. 1717)
- 1786 – John Stanley, brytyjski kompozytor, organista (ur. 1712)
- 1789 – Onufry Morski, polski polityk, kasztelan kamieniecki, poseł na Sejm Czteroletni (ur. 1752)
- 1795:
  - Josiah Bartlett, amerykański lekarz, polityk (ur. 1729)
  - James Boswell, szkocki pamiętnikarz (ur. 1740)
- 1797 – Ernst Christoph von Kaunitz-Rietberg, austriacki szlachcic, gubernator Moraw, urzędnik dworu cesarskiego, dyplomata (ur. 1737)
- 1825 – Henri de Saint-Simon, francuski historyk, filozof (ur. 1760)
- 1831 – Johann Friedrich von Eschscholtz, niemiecki lekarz, botanik, zoolog, entomolog (ur. 1793)
- 1843 – Charles Bagot, brytyjski dyplomata, administrator kolonialny (ur. 1781)
- 1848 – Jan Weyssenhoff, polski generał dywizji (ur. 1774)
- 1853 – Lionel Kieseritzky, niemiecko-francuski szachista (ur. 1806)
- 1855 – Adam Tomasz Chłędowski, polski bibliograf, dziennikarz, wydawca (ur. 1790)
- 1856 – Ludwig Pichl, austriacki architekt pochodzenia włoskiego (ur. 1782)
- 1864 – Nathaniel Hawthorne, amerykański pisarz (ur. 1804)
- 1865 – Sengge Rinchen, mongolski arystokrata, dowódca wojskowy (ur. 1811)
- 1874 – Bohdan Jelínek, czeski poeta, prozaik (ur. 1851)
- 1883 – Samo Chalupka, słowacki poeta (ur. 1812)
- 1886 – Stanisław Chomiński, polski i rosyjski polityk, generał armii rosyjskiej (ur. 1804)
- 1890 – Rudolf Freitag, niemiecki rzeźbiarz, kolekcjoner dzieł sztuki (ur. 1805)
- 1895 – José Martí, kubański pisarz, polityk, bohater narodowy (ur. 1853)
- 1896 – Karol Ludwik, arcyksiążę austriacki (ur. 1833)
- 1898 – William Ewart Gladstone, brytyjski polityk, premier Wielkiej Brytanii (ur. 1809)
- 1899 – Henry Twynam, angielski rugbysta (ur. 1853)
- 1901:
  - Ada Christen, austriacka pisarka, poetka, aktorka (ur. 1839)
  - Marthinus Wessel Pretorius, transwalski polityk, prezydent Transwalu i Oranii (ur. 1819)
- 1903 – Carl Snoilsky, szwedzki poeta (ur. 1841)
- 1904:
  - Korla Awgust Kocor, łużycki kompozytor, działacz narodowy (ur. 1822)
  - Jamsetji Tata, indyjski potentat odzieżowy, filantrop (ur. 1839)
- 1905:
  - Tadeusz Dzierzbicki, polski inżynier, członek Organizacji Bojowej PPS, zamachowiec (ur. 1881)
  - Józef Galant, polski lekarz, działacz społeczny, poeta (ur. 1862)
- 1908 – Wawrzyniec Szkolnik, polski przewodnik babiogórski, gawędziarz, nauczyciel ludowy (ur. 1842)
- 1909 – Ignacy Warmiński, polski duchowny katolicki, historyk (ur. 1850)
- 1911 – Ludwik Przedborski, polski laryngolog, działacz społeczny i oświatowy pochodzenia żydowskiego (ur. 1857)
- 1912:
  - Eliasz Chaim Majzel, polski rabin (ur. 1821)
  - Bolesław Prus, polski pisarz, nowelista, publicysta, kronikarz warszawski, myśliciel, popularyzator wiedzy, działacz społeczny (ur. 1847)
  - Edward Strasburger, polsko-niemiecki botanik, wykładowca akademicki (ur. 1844)
- 1918:
  - Ferdinand Hodler, szwajcarski malarz (ur. 1853)
  - Raoul Lufbery, francusko-amerykański pilot wojskowy, as myśliwski (ur. 1885)
  - Karl Pech, niemiecki pilot wojskowy, as myśliwski (ur. 1894)
- 1919:
  - Sven Olsson, szwedzki piłkarz (ur. 1889)
  - Rafał Ludwik Rafiringa, madagaskarski zakonnik, błogosławiony (ur. 1856)
- 1924 – Maria Bernarda Bütler, szwajcarska zakonnica, święta (ur. 1848)
- 1925 – Viking Eggeling, szwedzki grafik, filmowiec (ur. 1880)
- 1929 – Arthur Clifton Goodwin, amerykański malarz (ur. 1864)
- 1930:
  - Jurij Filipczenko, rosyjski genetyk, embriolog, entomolog, wykładowca akademicki (ur. 1882)
  - Edward Trojanowski, polski malarz (ur. 1873)
- 1931:
  - Adolf Hrstka, czeski lekarz, działacz społeczny (ur. 1864)
  - Daniel Zgliński, polski aktor, dramaturg, krytyk literacki, dziennikarz pochodzenia żydowskiego (ur. 1847)
- 1933 – Iwan Szkott, rosyjski pisarz i publicysta emigracyjny (ur. 1903)
- 1934 – Eugenia Sokolnicka, polsko-francuska psychoanalityk, wykładowczyni akademicka (ur. 1876)
- 1935:
  - Thomas Edward Lawrence, brytyjski archeolog, podróżnik, wojskowy, pisarz, dyplomata (ur. 1888)
  - Charles Martin Loeffler, amerykański skrzypek, kompozytor pochodzenia niemieckiego (ur. 1861)
  - Stephen Smith, angielski piłkarz, trener (ur. 1874)
- 1936 – Pascual Díaz y Barreto, meksykański duchowny katolicki, biskup Tabasco i arcybiskup meksykański (ur. 1876)
- 1937 – August Wimmer, duński psychiatra, neurolog (ur. 1872)
- 1939 – Karol Radek, radziecki polityk bolszewicki, dziennikarz, publicysta pochodzenia żydowskiego (ur. 1885)
- 1940:
  - Jules Noël, francuski lekkoatleta, kulomiot i dyskobol, żołnierz (ur. 1903)
  - Hans Rebel, austriacki entomolog, lepidopterolog, prawnik, muzealnik (ur. 1861)
- 1941 – Wasyl Czagowec, ukraiński fizjolog, wykładowca akademicki (ur. 1873)
- 1942:
  - A.E. Waite, brytyjski okultysta, tłumacz (ur. 1857)
  - Henryk Węglowski, polski porucznik piechoty, lekarz (ur. 1895)
- 1943:
  - Jadwiga Dziekońska, polska podporucznik, łączniczka AK (ur. ?)
  - Kristjan Raud, estoński malarz (ur. 1865)
- 1944:
  - Tadeusz Prejzner, polski kompozytor, dyrygent, pedagog, publicysta (ur. 1903)
  - Marcin Rożek, polski rzeźbiarz, malarz, pedagog (ur. 1885)
- 1945:
  - Philipp Bouhler, niemiecki funkcjonariusz, polityk i zbrodniarz nazistowski (ur. 1899)
  - Konstantin Trieniow, rosyjski prozaik, dramaturg, publicysta (ur. 1876)
- 1946 – Booth Tarkington, amerykański pisarz (ur. 1869)
- 1947:
  - Giovanni Delise, włoski wioślarz (ur. 1907)
  - John Heijning, holenderski piłkarz (ur. 1884)
- 1949:
  - Raoul de Boigne, francuski hrabia, strzelec sportowy (ur. 1862)
  - Piotr Dunin Borkowski, polski hrabia, pisarz polityczny, polityk, wojewoda lwowski i poznański (ur. 1890)
  - Peter Jilemnický, słowacki pisarz, nauczyciel (ur. 1901)
  - Stanisław Kutryb, polski żołnierz NZW (ur. 1925)
- 1950:
  - Józefa Majewska, polska filantropka (ur. 1866)
  - Józefina Suriano, włoska działaczka Akcji Katolickiej, błogosławiona (ur. 1915)
  - Franciszek Walter, polski wenerolog, wykładowca akademicki (ur. 1885)
- 1951 – Dawid Remez, izraelski polityk, (ur. 1886)
- 1954 – Charles Ives, amerykański kompozytor (ur. 1874)
- 1955:
  - Antoni Arida z Bszarri, libański duchowny katolicki Kościoła maronickiego, maronicki patriarcha Antiochii i Całego Wschodu (ur. 1862)
  - Stanisław Kiełbasiński, polski chemik-technolog, wykładowca akademicki (ur. 1882)
  - Tadeusz Sygietyński, polski kompozytor, dyrygent, założyciel Państwowego Zespołu Ludowego Pieśni i Tańca „Mazowsze” (ur. 1896)
- 1956 – Giacinto Cardi, włoski duchowny katolicki, generał zakonu pallotynów (ur. 1876)
- 1957 – Alice Milliat, francuska wioślarka, pływaczka, hokeistka na trawie, działaczka sportowa, nauczycielka (ur. 1884)
- 1958:
  - Ronald Colman, amerykański aktor (ur. 1891)
  - Marie Pujmanová, czeska pisarka (ur. 1893)
- 1960:
  - Hermann Josephy, niemiecko-amerykański neuropatolog, neurolog, psychiatra (ur. 1887)
  - Marcello Piacentini, włoski architekt (ur. 1888)
- 1962:
  - Gabriele Münter, niemiecka malarka (ur. 1877)
  - Wanda Szrajber, polska ceramiczka, pedagog (ur. 1886)
- 1963:
  - Margaret Matzenauer, amerykańska śpiewaczka (alt) pochodzenia węgierskiego (ur. 1881)
  - Frederick Maurice Powicke, brytyjski historyk, mediewista, wykładowca akademicki (ur. 1879)
- 1964:
  - Abdurrahman Roza Haxhiu, albański piłkarz, trener (ur. 1930)
  - Stefan Śliwa, polski piłkarz (ur. 1898)
- 1965 – Maria Dąbrowska, polska powieściopisarka, eseistka, dramatopisarka, tłumaczka (ur. 1889)
- 1968 – Richard Stoop, brytyjski kierowca wyścigowy (ur. 1920)
- 1969 – Coleman Hawkins, amerykański saksofonista jazzowy (ur. 1904)
- 1970:
  - Tadeusz Breza, polski pisarz (ur. 1905)
  - August Zamoyski, polski rzeźbiarz, teoretyk sztuki (ur. 1893)
- 1971:
  - Albert Guinchard, szwajcarski piłkarz (ur. 1914)
  - Czesław Janczarski, polski prozaik, poeta, twórca literatury dziecięcej, tłumacz (ur. 1911)
  - Ogden Nash, amerykański poeta (ur. 1902)
- 1972 – Adele Obermayr, austriacka polityk (ur. 1894)
- 1973:
  - Fiodor Iwanow, radziecki generał major (ur. 1897)
  - Anton Zwerina, austriacki sztangista (ur. 1900)
- 1974:
  - Michał Chmielowiec, polski krytyk literacki, redaktor, poeta, prozaik, działacz emigracyjny (ur. 1918)
  - Nikołaj Smirnow, radziecki polityk (ur. 1904)
- 1975 – Marino Klinger, kolumbijski piłkarz (ur. 1936)
- 1976 – Julian Krzyżanowski, polski historyk literatury, folklorysta, edytor dzieł literackich (ur. 1892)
- 1977 – Farimang Mamadi Singateh, gambijski polityk, gubernator generalny (ur. 1912)
- 1979:
  - Czesław Bajer, polski handlowiec, ekonomista, działacz państwowy, taternik, działacz turystyczny (ur. 1900)
  - Ed Souza, amerykański piłkarz (ur. 1921)
- 1980 – Ray Rennahan, amerykański operator filmowy (ur. 1896)
- 1981:
  - Stefan Strelcyn, polski historyk, etiopista, wykładowca akademicki (ur. 1918)
  - Edmund Ujma, polski inżynier, polityk, poseł na Sejm PRL (ur. 1913)
- 1982:
  - Zoltán Opata, węgierski piłkarz, trener (ur. 1900)
  - Maciej Staszewski, polski aktor (ur. 1944)
- 1984 – John Betjeman, brytyjski poeta, eseista, krytyk sztuki i literatury (ur. 1906)
- 1985 – Víctor Rodríguez Andrade, urugwajski piłkarz (ur. 1927)
- 1987:
  - Ryszard Bukowski, polski kompozytor, publicysta, pedagog (ur. 1916)
  - Czesław Schabowski, polski pisarz (ur. 1908)
  - Alice Bradley Sheldon, amerykańska pisarka science fiction (ur. 1915)
  - Stanisław Szukalski, polski rzeźbiarz, malarz (ur. 1893)
- 1989 – Józef Szewczyk, polski piłkarz (ur. 1950)
- 1990 – Hector Dyer, amerykański lekkoatleta, sprinter (ur. 1910)
- 1991:
  - Gabino Arregui, argentyński piłkarz (ur. 1914)
  - Nexhmedin Zajmi, albański malarz, rzeźbiarz (ur. 1916)
- 1992 – Józef Kurpas, polski duchowny katolicki, biskup pomocniczy katowicki (ur. 1912)
- 1994:
  - Tadeusz Gliwic, polski ekonomista, działacz społeczny, wolnomularz (ur. 1907)
  - Jacqueline Kennedy Onasis, amerykańska pierwsza dama (ur. 1929)
  - Luis Ocaña, hiszpański kolarz szosowy (ur. 1945)
- 1996:
  - John Beradino, amerykański baseballista, aktor (ur. 1917)
  - Wojciech Lipniacki, polski polonista, dziennikarz sportowy, publicysta, krajoznawca, geograf-regionalista, poeta, żołnierz AK (ur. 1918)
  - Janaki Ramachandran, indyjska aktorka, polityk (ur. 1923)
  - Zygmunt Ziembiński, polski prawnik, teoretyk prawa, logik (ur. 1920)
- 1997 – Troy Ruttman, amerykański kierowca wyścigowy (ur. 1930)
- 1998:
  - Alicja Musiałowa, polska prawnik, działaczka społeczna, polityk, poseł na Sejm PRL (ur. 1911)
  - Teresa Prekerowa, polska historyk (ur. 1921)
  - Sōsuke Uno, japoński polityk, premier Japonii (ur. 1922)
- 1999:
  - Czesław Filonowicz, polski pułkownik pilot (ur. 1929)
  - Xhaferr Spahiu, albański polityk komunistyczny (ur. 1923)
- 2000:
  - Johnny Baldwin, amerykański kierowca wyścigowy (ur. 1927)
  - Jewgienij Chrunow, radziecki pilot wojskowy, kosmonauta (ur. 1933)
  - Petter Hugsted, norweski skoczek narciarski, piłkarz (ur. 1921)
- 2001:
  - Józef Szymon Bażyński, polski geolog, wykładowca akademicki (ur. 1927)
  - Betty Law, szkocka curlerka (ur. 1928)
  - Bob Tinning, australijski wioślarz (ur. 1925)
- 2002:
  - Raymond Durgnat, brytyjski krytyk filmowy (ur. 1932)
  - John Gorton, australijski polityk, premier Australii (ur. 1911)
- 2003:
  - Johanna Budwig, niemiecka chemik, aptekarka (ur. 1908)
  - Dietrich Heling, niemiecki geolog, mineralog, petrolog (ur. 1929)
  - Aleksandr Miroszniczenko, kazachski bokser (ur. 1964)
- 2004:
  - Mary Dresselhuys, holenderska aktorka (ur. 1907)
  - E.K. Nayanar, indyjski polityk komunistyczny (ur. 1919)
  - Carl Raddatz, niemiecki aktor (ur. 1912)
  - Leonid Szczerbakow, rosyjski lekkoatleta, trójskoczek (ur. 1927)
  - Maciej Urbaniec, polski grafik (ur. 1925)
- 2005 – John Arthur, południowoafrykański bokser (ur. 1929)
- 2006:
  - Jicchak Ben Aharon, izraelski polityk (ur. 1906)
  - Anastas Kondo, albański pisarz, scenarzysta filmowy (ur. 1937)
- 2007:
  - Bernard Blaut, polski piłkarz, trener (ur. 1940)
  - Irena Burawska, polska aktorka (ur. 1922)
  - Miroslav Deronjić, serbski polityk, zbrodniarz wojenny (ur. 1954)
  - William Ferguson, południowoafrykański kierowca wyścigowy (ur. 1940)
  - Michel Visi, vanuacki duchowny katolicki, biskup Port Vila (ur. 1954)
  - Hans Wollschläger, niemiecki pisarz, tłumacz, historyk, teoretyk muzyki, organista (ur. 1935)
- 2008:
  - Ryszard Kulesza, polski piłkarz, trener i działacz piłkarski (ur. 1931)
  - Krzysztof Senajko, polski poeta, krytyk literacki (ur. 1953)
- 2009:
  - Robert F. Furchgott, amerykański biochemik, farmakolog, laureat Nagrody Nobla (ur. 1916)
  - Andriej Iwanow, rosyjski piłkarz (ur. 1967)
  - Henryk Muszczyński, polski pilot szybowcowy (ur. 1935)
  - Aleksandr Panczenko, rosyjski szachista (ur. 1953)
  - Szelomo Szamir, izraelski generał major (ur. 1915)
- 2010:
  - Feliks Milan, polski żołnierz AK, współzałożyciel Związku Sybiraków (ur. 1927)
  - Harry Vos, holenderski piłkarz (ur. 1946)
- 2011 – Garret FitzGerald, irlandzki ekonomista, dziennikarz, polityk, premier Irlandii (ur. 1926)
- 2012 – Ian Burgess, brytyjski kierowca wyścigowy (ur. 1930)
- 2013 – Michael Kpakala Francis, liberyjski duchowny katolicki, wikariusz apostolski i arcybiskup Monrovii (ur. 1936)
- 2014:
  - Jack Brabham, australijski kierowca wyścigowy (ur. 1926)
  - Andrzej Czcibor-Piotrowski, polski prozaik, poeta, tłumacz (ur. 1931)
  - Henryk Górski, polski samorządowiec, polityk, senator RP (ur. 1949)
  - Zbigniew Pietrzykowski, polski bokser (ur. 1934)
- 2015:
  - Əhməd Ələsgərov, azerski piłkarz, trener (ur. 1935)
  - Ziuta Hartman, polsko-żydowska działaczka konspiracji antyhitlerowskiej, uczestniczka powstania w getcie warszawskim (ur. 1922)
  - Irena Huml, polska historyk sztuki (ur. 1928)
  - Happy Rockefeller, amerykańska druga dama (ur. 1926)
- 2016:
  - Alexandre Astruc, francuski teoretyk, krytyk i reżyser filmowy (ur. 1923)
  - Bronisław Bednarz, polski generał brygady, doktor nauk humanistycznych (ur. 1924)
  - John Berry, amerykański gitarzysta, członek zespołu Beastie Boys (ur. 1963)
  - Stanisława Łopuszańska, polska aktorka (ur. 1921)
  - Marco Pannella, włoski prawnik, polityk, eurodeputowany (ur. 1930)
  - Morley Safer, kanadyjski dziennikarz (ur. 1931)
  - Stanisław Tkocz, polski żużlowiec (ur. 1936)
  - Alan Young, brytyjski aktor (ur. 1919)
- 2017:
  - Hubertus Ernst, holenderski duchowny katolicki, biskup Bredy (ur. 1917)
  - Stanisław Pietrow, rosyjski wojskowy, (ur. 1939)
- 2018:
  - Houmane Jarir, marokański piłkarz (ur. 1944)
  - Bernard Lewis, brytyjski historyk (ur. 1916)
  - Ernst Sieber, szwajcarski duchowny protestancki, działacz społeczny, polityk (ur. 1927)
- 2019:
  - Jan Bagiński, polski duchowny katolicki, biskup pomocniczy opolski (ur. 1932)
  - Amédée Grab, szwajcarski duchowny katolicki, biskup Lozanny, Genewy i Fryburga, przewodniczący Rady Konferencji Episkopatów Europy (ur. 1930)
  - Ignacy Pardyka, polski elektronik, informatyk, polityk, wojewoda kielecki (ur. 1950)
- 2020 – Ravi Zacharias, amerykański filozof, apologeta ewangelikalny (ur. 1946)
- 2021:
  - Alix Dobkin, amerykańska wokalistka folkowa, kompozytorka (ur. 1940)
  - Lee Evans, amerykański lekkoatleta, sprinter (ur. 1947)
  - Serhij Ferenczak, ukraiński piłkarz (ur. 1984)
  - Stanisław Orzechowski, polski duchowny katolicki, prałat (ur. 1939)
  - Aleksandr Priwałow, rosyjski biathlonista (ur. 1933)
  - Guillermo Sepúlveda, meksykański piłkarz (ur. 1934)
- 2022:
  - Jerzy Blaszyński, polski operator dźwięku (ur. 1928)
  - Jean-Louis Comolli, francuski reżyser, scenarzysta i krytyk filmowy (ur. 1941)
  - Hyŏn Ch’ŏl Hae, północnokoreański generał, polityk (ur. 1934)
  - Jerzy Zass, polski aktor (ur. 1937)
- 2023:
  - Martin Amis, brytyjski pisarz, nauczyciel akademicki (ur. 1949)
  - Dževad Karahasan, bośniacki prozaik, eseista, dramaturg (ur. 1953)
  - Andy Rourke, brytyjski basista, członek zespołu The Smiths (ur. 1964)
- 2024:
  - Hosejn Amir Abdollahijan, irański dyplomata, minister spraw zagranicznych (ur. 1964)
  - Ebrahim Ra’isi, irański duchowny szyicki, ajatollah, polityk, prezydent Iranu (ur. 1960)
  - Zygmunt Rolat, polski filantrop, działacz kulturalny, mecenas sztuki, biznesmen (ur. 1930)
- 2025:
  - Zbigniew Burzyński, polski inżynier, samorządowiec, prezydent Kutna (ur. 1952)
  - Colton Ford, amerykański aktor i model pornograficzny (ur. 1962)
  - J. Arch Getty, amerykański historyk, sowietolog (ur. 1950)
  - Jurij Grigorowicz, rosyjski tancerz, choreograf (ur. 1927)
  - Joseph Ponniah, lankijski duchowny katolicki, biskup Batticaloa (ur. 1952)
  - Ignacio Rodríguez, meksykański piłkarz, trener (ur. 1956)
  - Hans Wiegel, holenderski prawnik, polityk, wicepremier, minister spraw wewnętrznych (ur. 1941)